# Mohamed Katir
Mohamed Katir El Haouzi, detto Mo (Ksar El Kebir, 17 febbraio 1998), è un mezzofondista spagnolo.

## Biografia
Nato in Marocco, si è trasferito a Mula all'età di cinque anni, ottenendo la cittadinanza spagnola nel 2019.
Nel 2021 ha fatto segnare, nell'arco di un mese, i nuovi record nazionali spagnoli nei 1500, 3000 e 5000 metri piani, battendo i precedenti primati che duravano rispettivamente da 24, 23 e 11 anni.
Tra il 2022 ed il 2023 ha conquistato due medaglie mondiali (bronzo nei 1500 metri piani a Oregon 2022, argento nei 5000 metri piani a Budapest 2023) ed un argento europeo nei 5000 metri piani a Monaco di Baviera.
Squalificato per quattro anni a causa di violazioni delle norme antidoping. Il termine della squalifica è previsto per il 6 febbraio 2028.

## Record nazionali
Seniores
- 1500 metri piani: 3'28"76 ( Monaco, 9 luglio 2021)
- 3000  metri piani: 7'27"64 ( Gateshead, 13 luglio 2021)
- 3000  metri piani indoor: 7'24"68 ( Liévin, 15 febbraio 2023)
- 5000  metri piani: 12'50"79 ( Firenze, 10 giugno 2021)
- 10 km: 27'19" ( Madrid, 31 dicembre 2022)

## Palmarès
| Anno | Manifestazione   | Sede          | Evento         | Risultato  | Prestazione | Note                                     |
| ---- | ---------------- | ------------- | -------------- | ---------- | ----------- | ---------------------------------------- |
| 2021 | Europei indoor   | Toruń         | 3000 m piani   | 4º         | 7'49"72     |                                          |
| 2021 | Giochi olimpici  | Tokyo         | 5000 m piani   | 8º         | 13'06"60    |                                          |
| 2022 | Mondiali         | Eugene        | 1500 m piani   | Bronzo     | 3'29"90     | Miglior prestazione personale stagionale |
| 2022 | Europei          | Monaco        | 5000 m piani   | Argento    | 13'22"98    | Miglior prestazione personale stagionale |
| 2022 | Europei di cross | Venaria Reale | Corsa seniores | 9º         | 30'09"      |                                          |
| 2022 | Europei di cross | Venaria Reale | A squadre      | Bronzo     | 36 p.       |                                          |
| 2023 | Giochi europei   | Chorzów       | 1500 m piani   | Oro        | 3'36"95     | [ 4 ]                                    |
| 2023 | Mondiali         | Budapest      | 1500 m piani   | Semifinale | 3'33"56     |                                          |
| 2023 | Mondiali         | Budapest      | 5000 m piani   | Argento    | 13'11"44    |                                          |

## Campionati nazionali
2019
- Oro ai campionati spagnoli indoor, 3000 m piani - 7'58"77

2020
- 7º ai campionati spagnoli, 1500 m piani - 3'46"22
- 5º ai campionati spagnoli indoor, 3000 m piani - 8'18"84

2021
- Argento ai campionati spagnoli, 5000 m piani - 14'08"63
- Argento ai campionati spagnoli indoor, 3000 m piani - 8'22"14

2022
- Argento ai campionati spagnoli, 1500 m piani - 3'35"85
- Oro ai campionati spagnoli, 5000 m piani - 13'43"81

## Altre competizioni internazionali
2020
- 6º alla San Silvestre Vallecana ( Madrid) - 28'58"

2021
- 4º al Golden Gala ( Firenze), 5000 m piani - 12'50"79
- Oro al British Grand Prix ( Gateshead), 3000 m piani - 7'27"64
- Argento all'Herculis ( Monaco), 1500 m piani - 3'28"76
- 7º al Memorial Van Damme ( Bruxelles), 1500 m piani - 3'34"50
- Oro alla San Silvestre Vallecana ( Madrid) - 27'45"

2022
- Argento al British Grand Prix ( Birmingham), 1500 m piani - 3'35"62
- Argento alla San Silvestre Vallecana ( Madrid) - 27'19"

2023
- Oro ai Campionati europei a squadre di atletica leggera ( Chorzów), 1500 m piani - 3'36"95
- Argento al Meeting Hauts-de-France Pas-de-Calais ( Liévin), 3000 m piani indoor - 7'24"68
- 4º all'Herculis ( Monaco), 5000 m piani - 12'45"01
- Oro al Golden Gala ( Firenze), 5000 m piani - 12'52"09
- Argento ai Bislett Games ( Oslo), 1500 m piani - 3'28"89
- 13º al Weltklasse Zürich ( Zurigo), 1500 m piani - 3'40"11
- Argento alla San Silvestre Vallecana ( Madrid) - 27'30"